# Martinelli's

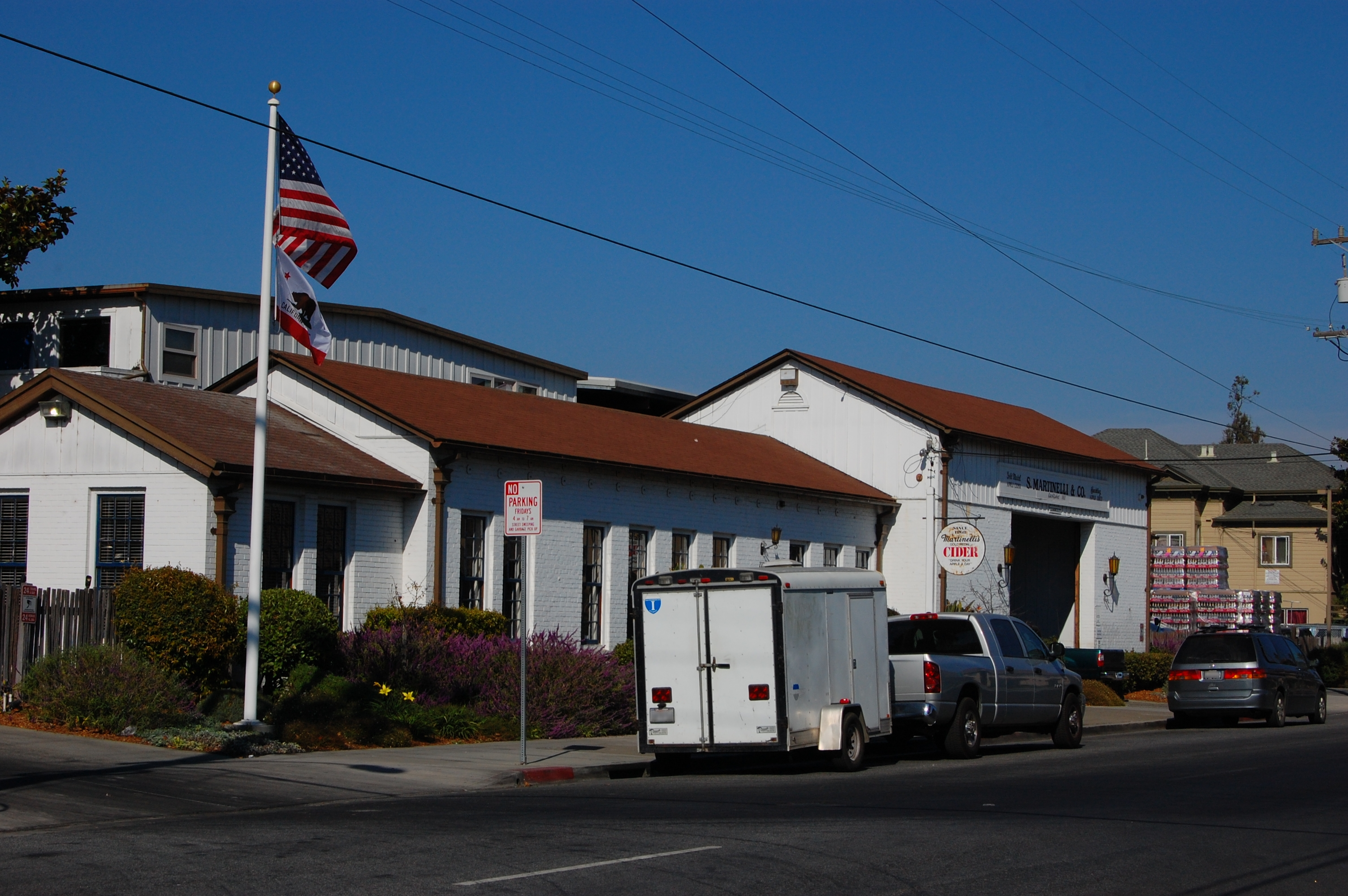
S. Martinelli & Company.

Martinelli's es un marca de bebidas no alcohólicas perteneciente a S. Martinelli & Company, una compañía de zumos basada en Watsonville (California). Martinelli's es conocida principalmente por su sidra sin alcohol y sus zumos de manzana.
La compañía opera en Pájaro Valley, California desde 1868.